# Communauté de communes de la Haute Varenne et du Houlme
La communauté de communes de la Haute Varenne et du Houlme est une ancienne communauté de communes française, située dans le département de l'Orne en région Basse-Normandie, qui existe de 1994 à 2012.

## Histoire
Créée en décembre 1994, la communauté de communes de la Haute Varenne et du Houlme fusionne le 1er janvier 2013 avec la communauté d’agglomération du pays de Flers, dont le nom est conservé pour l'établissement public de coopération intercommunale ainsi créé.

## Communes
La communauté regroupait les dix communes du canton de Messei :
1. Banvou
2. Bellou-en-Houlme
3. Le Châtellier
4. La Coulonche
5. Dompierre
6. Échalou
7. La Ferrière-aux-Étangs
8. Messei
9. Saint-André-de-Messei
10. Saires-la-Verrerie

## Administration
| Période      | Période       | Identité     | Étiquette | Qualité                                       |
| ------------ | ------------- | ------------ | --------- | --------------------------------------------- |
| janvier 1994 | avril 2008    | Gérard Burel | UMP       | Maire de Messei, président du conseil général |
| avril 2008   | décembre 2012 | Bruno Louise |           | Maire de La Coulonche                         |